# Aliturus griseopubescens
Aliturus griseopubescens är en skalbaggsart som beskrevs av Leon Fairmaire 1903. Aliturus griseopubescens ingår i släktet Aliturus och familjen långhorningar.
Artens utbredningsområde är Madagaskar. Inga underarter finns listade i Catalogue of Life.